# Gabriel Breunot
Gabriel Breunot, né en 1540 à Autun et mort le 15 novembre 1618 à Dijon, est un membre du Parlement de Bourgogne et chroniqueur de la vie et des événements survenus en Bourgogne, de 1574 à 1602.

## Biographie
Gabriel Breunot appartient à une famille qui "avait acquis le privilège de la noblesse".
Il épousa une demoiselle Colin, sœur d’un avocat, Jean Colin, au Parlement de Dijon. Gabriel Breunot vient s’établir à Dijon et achète, en 1574, la charge de conseiller au Parlement. Sa femme meurt. Il épouse, en secondes noces, Marguerite Robert, fille de Philibert Robert, trésorier de France.
Breunot est un catholique fervent, opposé aux idées nouvelles et donc au développement du protestantisme en Bourgogne. Il s'engage dans la Ligue. Ses choix évolueront et il devient un élément modérateur. En 1595 il reçut du roi, en récompense de ses services, une gratification de mille écus. Après trente-six ans d'exercice, il résigna sa charge, le 1er mars 1611, en faveur de Gabriel d'Esbarres son filleul.

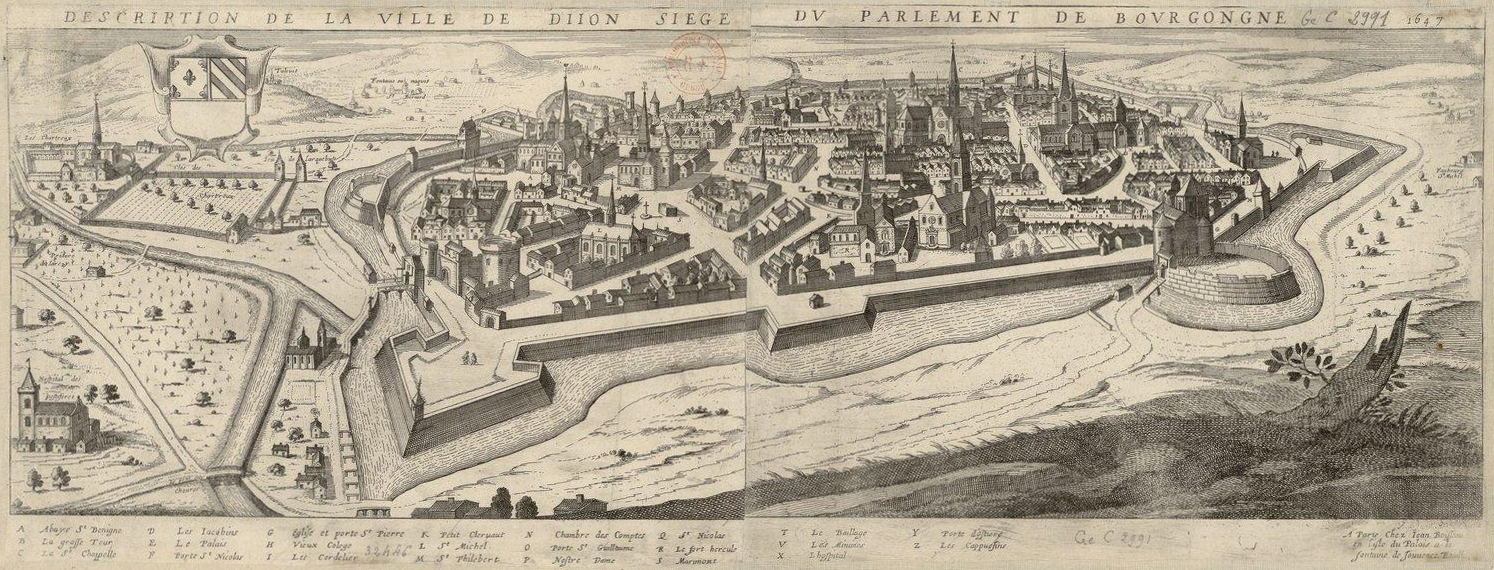
Dijon, siège du Parlement au XVIIe siècle

## Œuvres
Gabriel Breunot a publié, en 1588, des vers : huit vers élégiaques et deux épigrammes ainsi que des vers dans un ouvrage de Philippe Robert "Carmina graesca et latina quae supersunt".
Gabriel Breunot est essentiellement l'auteur d'un journal contenant la chronique des événements de Bourgogne et de France, vu du Parlement de Bourgogne. Ce n'est qu'en 1864 que Joseph Garnier publie, en 3 volumes ce journal. Mais le livre était connu. Ainsi Philibert Papillon dans son livre de 1742, "Bibliothèque des auteurs de Bourgogne, donne de brèves indications biographiques sur l’auteur, il décrit les mémoires et indique que ce livre mériterait d’être publié, il précise que l’original est dans la bibliothèque publique des Jésuites de Dijon.
Le journal de Breunot forme quatre parties distinctes : la première commence le 20 novembre 1574 et finit le 26 décembre 1579, la seconde couvre la période du 2 janvier 1593 au 31 décembre 1593, la troisième va du 1er janvier 1594 au 30 juin 1595 et enfin la quatrième va du 1er juillet 1595 au 3 juillet 1602.
Le journal de Breunot peut être regardé comme les annales de la ville de Dijon, de la Bourgogne, et partiellement de la France
pendant les derniers temps de la Ligue. Membre actif du Parlement, en relations constantes tant sa famille que par ses fonctions avec les principaux personnages Breunot était placé dans d'excellentes conditions pour être bien renseigné de l'époque.
La dernière partie des mémoires (1595-1602) montre la Bourgogne pacifiée par Henri IV, mais encore en proie à l'agitation qui suit les grandes commotions politiques.Trente années de troubles ont nourri des discordes et amené des malheurs dont les effets sont persistants. On y voit les diverses administrations, et en particulier le Parlement, s'efforcer de reconstruire la société.
Joseph Garnier, termine l'introduction qu'il consacre à la publication par ces mots :"le journal de Breunot est indispensable à quiconque voudra étudier l'époque de la Ligue dans notre pays. Ce livre abonde en renseignements d'un haut intérêt aussi bien pour l'histoire générale, pour des monographies particulières, que pour des études biographiques. Et sous ce rapport la mine est féconde: toutes les notabilités de cette période de notre histoire y sont représentées, et en première ligne Henri IV, Mayenne, le duc de Nemours, le maréchal de Fervaques, Biron, le président Jeannin, le président Fremyot et avec eux toute la noblesse bourguignonne ligueuse ou royaliste, comme les deux Tavannes, Cypierre, Sennecey, Thiard de Bissy, Chauffour, Damas de Thianges, Thenissey, les barons Lux de Vitteaux, etc., etc.".